# Sher Singh
Sher Singh (4 tháng 12 năm 1807 - 15 tháng 9 năm 1843) là Maharaja thứ tư của đế quốc Sikh. Triều đại của ông bắt đầu vào ngày 18 tháng 1 năm 1840 sau cuộc tấn công của ông vào Lahore, kết thúc thời gian ngắn nhiếp chính của Maharani Chand Kaur. Ông bị ám sát vào ngày 15 tháng 9 năm 1843 bởi Ajit Singh Sandhawalia.